# Esoteric (groupe)
Pour les articles homonymes, voir Esoteric.
Esoteric est un groupe britannique de funeral doom, originaire de Birmingham, en Angleterre. Le style musical du groupe combine des influences de death metal, death-doom, de rock psychédélique et de post-industriel. Il se caractérise par une atmosphère apocalyptique, des compositions complexes, de longues structures de chansons hypnotiques et des insertions de noise et de death metal. Les premières publications utilisaient des samples pour renforcer l'atmosphère.
Le chanteur et guitariste Greg Chandler est le seul membre permanent du groupe et est considéré comme porte-parole et visage du groupe. Cependant, il n'est pas le seul auteur de chansons ni le leader du groupe. Les publications d'Esoteric sont le fruit d'un travail de coopération et de dialogue entre les musiciens concernés.

## Histoire
Esoteric est formé en juillet 1992 à Birmingham. Inspirés par « les passages lents, lourds et sombres de certains des premiers groupes de death et doom death metal comme Autopsy, Morbid Angel, My Dying Bride », Greg Chandler, Bryan Beck, Darren Earl, Gordon Bicknell, Simon Phillips et Stuart Blenkinsopp forment le groupe. De diverses influences, la volonté d'expérimenter avec la musique tout en écrivant celle qui, à partir de « l'expérience et des pensées » personnelles, devait agir comme une expression de « douleur, de peur et de haine. »
Au cours de leurs années d'activité, Chandler, membre permanent, reste la tête pensante du groupe aux yeux du public. Les autres musiciens changent plusieurs fois au cours des années. Un autre membre constant pendant de longues années était Bicknell, qui a cependant quitté le groupe entre-temps. S'efforçant, à partir de leurs influences et de leurs idées de base, de créer « quelque chose d'extrême, de lent et de psychédélique » que les musiciens ne connaissaient pas d'autres groupes, Esoteric s'efforce de créer une musique comme reflet de leur propre psyché et de leurs émotions.

### Débuts instables (1993–2003)

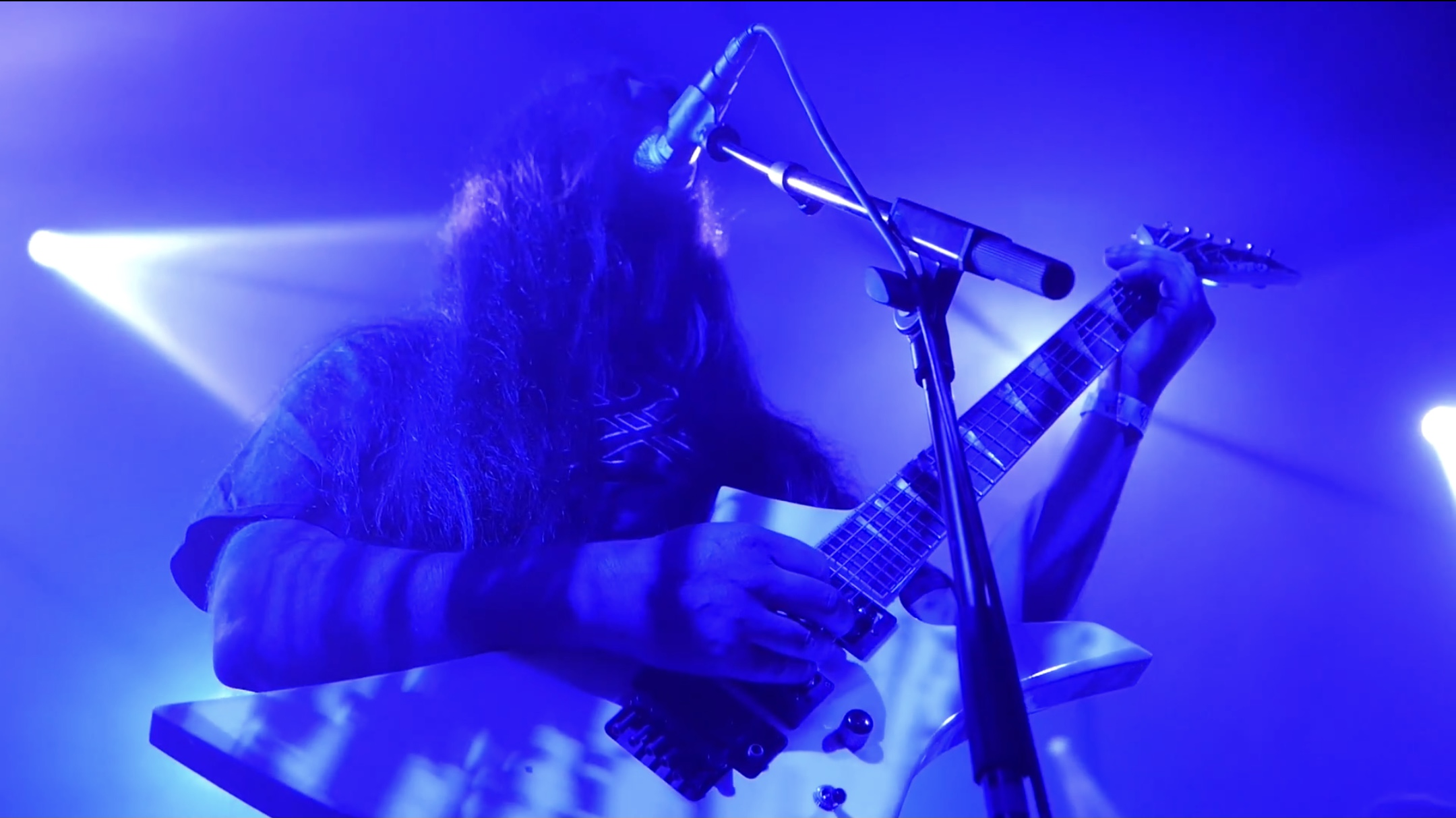
Esoteric a noué des contacts précoces avec le groupe Mournful Congregation, ici au Netherlands Deathfest III.

Après environ un an d'existence, le groupe enregistre en 1993 la cassette démo Esoteric Emotions - The Death of Ignorance, d'une durée de 77:43 minutes. L'enregistrement a lieu aux Rich Bitch Studios de Birmingham du 26 au 30 juillet. Le producteur pop et techno Alex Tepper participe à l'enregistrement en tant qu'ingénieur du son. Le groupe ne disposait à l'époque pas de techniciens et de producteurs familiers du metal extrême. C'est pourquoi Chandler se plaindra des années plus tard que l'enregistrement paraissait « beaucoup moins heavy » que le son recherché et joué. En raison des coûts, le groupe ne garde pas la bande master, mais se contente d'envoyer et de distribuer des exemplaires de la démo produites sous forme de cassettes audio. Le guitariste Simon Phillips, qui a également créé le premier logo du groupe, se charge de la conception de l'encart de la cassette musicale. La démo devient un objet de collection très recherché au cours des années suivantes. À l'époque, les musiciens distribuaient eux-mêmes la cassette et envoyaient leur musique à des fanzines, par le biais desquels Chandler et Bicknell en particulier apprenaient l'existence de groupes de musique similaires. Les contacts ainsi créés ont donné lieu à des échanges de musique sur bande avec d'autres représentants du genre, devenus populaires par la suite, comme Mournful Congregation et Evoken.
Après distribution des prospectus par Stuart Gregg lors d'un concert de My Dying Bride à Birmingham pour faire la promotion de son distributeur de musique de l'époque, Aesthetic Death Records, Chandler écrit à Gregg et joint un exemplaire de la bande démo. Gregg se montre enthousiasmé par la musique et la conception de la démo et appelle le guitariste. Au cours de la conversation, Gregg exprime le souhait de développer Aesthetic Death Records en un label de musique et de faire d'Esoteric le premier groupe à signer. Chandler et Gregg se rencontrent dans les semaines qui suivent, conclurent un contrat pour la sortie du premier album et discutent de l'existence d'une musique proche des idées d'Esoteric. Gregg présente alors à Chandler la musique de Disembowelment et de Thergothon. Se référant à l'ordre, Chandler explique que la musique d'Esoteric ne suivait aucun modèle direct et n'était pas conçue comme faisant partie d'un courant naissant, mais qu'elle commençait comme un désir de créer quelque chose d'individuel et comme une expression et une exploration de sa propre psyché. L'année suivante, l'album Epistemological Despondency, également enregistré aux Rich Bitch Studios, sort en juin 1994. immédiatement après l'enregistrement de l'album, le batteur original Earl quitte le groupe. Esoteric travaille avec le futur compositeur de musique de film et gérant de studio Steve Wilson, qui, en tant qu'ingénieur du son, n'avait, comme Tepper sur l'album précédent, aucune expérience avec des groupes de musique de metal extrême. Le premier double album d'Esoteric sort le 23 juillet 1994 comme première publication d'Aesthetic Death Records. La musique d'Epistemological Despondency jouait un rôle hybride entre le jeu de guitare fluide et distordu de groupes comme Thergothon et Disembowelment d'une part, et l'utilisation de sampling, de sons de claviers proches du dark ambient d'autre part - jusqu'à des emprunts au hard rock et au stoner rock dans quelques solos de guitare, un style qui a marqué les premières années d'Esoteric et qui est considéré comme une impulsion importante dans le développement et l'élaboration du funeral doom
Sans batteur et avec l'aide d'une boîte à rythmes et du batteur invité Anthony Brewer, le groupe enregistre son deuxième album studio, The Pernicious Enigma, du 9 au 26 juillet 1996, toujours aux Rich Bitch Studios de Birmingham. Alors que Brewer enregistrait la batterie pour les morceaux Creation (Through Destruction), Dominion of Slaves, Allegiance, A Worthless Dream et Stygian Narcosis, les parties restantes étaient générées par la boîte à rythmes. Le morceau NOΞBC9701040 est improvisé en studio le 21 juillet 1996. Pour la première fois, les musiciens participent à la procédure technique de l'enregistrement et acquièrent ainsi des connaissances fondamentales sur la technique de studio en coopération avec l'ingénieur du son Steve Wilson, qui a de nouveau participé à l'enregistrement. Après le mixage, également effectué par le groupe, l'enregistrement de Tom Kvålsvoll est masterisé par le groupe norvégien Paradigma dans les studios Strype Audio à Oslo en octobre de la même année et publié en avril 1997 par Aesthetic Death Records. Alors que le groupe se préparait encore à partir en tournée, le guitariste Simon Phillips quitta le groupe. Greg Chandler, qui souhaitait, tout comme les autres membres du groupe, une formation à trois guitaristes, reprend l'instrument en plus du chant et conserva ce double rôle depuis lors.
Kvålsvoll, engagé pour le mastering de The Pernicious Enigma, chante en tant qu'invité sur l'EP Metamorphogenesis, sorti en 1999 chez Eibon Records, et aide de nouveau le groupe au mastering. Metamorphogenesis est perçu comme la meilleure production technique du groupe à ce jour. Sur Metamorphogenesis, Esoteric a également renoncé à l'utilisation de samples et de claviers. En raison de ces changements par rapport aux albums précédents, Metamorphogenesis est considéré comme un premier tournant dans l'orientation musicale et conceptuelle du groupe. Après avoir été sollicité à plusieurs reprises par des fans pour obtenir un exemplaire de la démo Esoteric Emotions - The Death of Ignorance, le groupe l'a fait remasteriser par Kvålsvoll en 2000 pour une petite réédition non officielle et a distribué la démo sur demande sous forme de CD-R sans publicité. À la suite de la sortie de Metamorphogenesis, les problèmes de recrutement du groupe s'accentuent. Bryan Beck quitte également Esoteric et le groupe se retrouve en trio. Sans batteur et sans bassiste, le groupe ne se produit pas en concert. Peters, Bickell et Chandler continuent temporairement le groupe en trio.

### Consolidation (2004–2011)
Greg Chandler avait commencé à travailler en tant qu'ingénieur du son dès 1997 et s'était depuis lors forgé une réputation croissante dans le mastering de groupes connus. L'album Subconscious Dissolution into the Continuum, sorti en 2004, est enregistré par le groupe dans les studios d'enregistrement Priory, pour lesquels Chandler travaillait à l'époque et dont il est devenu propriétaire en 2006. Alors que le groupe devient de plus en plus connu et qu'une scène européenne se développait autour du genre, l'album est publié par le label international Season of Mist, avec lequel Esoteric collabore par la suite pendant des années. Le groupe se produit alors en concert pour la première fois depuis 1997. Avec Subconscious Dissolution into the Continuum, l'écho international s'accroit et des magazines web comme Doom-Metal.com et AllMusic se penchent sur la publication, tout comme le magazine Rock Hard - un succès qui s'accroit encore avec The Maniacal Vale, sorti en 2008.
Les deux guitaristes Greg Chandler et Gordon Bicknell restent de la formation initiale d'Esoteric pour l'enregistrement et l'écriture de The Maniacal Vale. Chandler et Bicknell écrivent la majeure partie de l'album. Les nouveaux musiciens, le bassiste Mark Bodossian et le claviériste Olivier Goyet, écrivent chacun un morceau. Le batteur Joe Fletcher n'est pas chargé de l'écriture des chansons. Bicknell et Chandler écrivent également une grande partie des passages au clavier, que Goyet retravaille pour son instrument. Comme Season of Mist avait fixé un délai au groupe et que les musiciens avaient prévu une tournée européenne, l'album est réalisé dans l'urgence. Chandler travaille 30 heures d'affilée pour terminer le mastering à temps.. The Maniacal Vale est considéré comme « l'album le plus ambitieux et le plus réussi » de leur carrière. En même temps, par son orientation musicale, il est considéré comme le deuxième tournant du groupe, et l'un des albums les plus pertinents du genre en général.
De juin 2010 à novembre 2011, Bicknell se consacre à des obligations privées et ne participe que peu à la production de l'album Paragon of Dissonance. Lors de la sortie de l'album, il est invité en tant que musicien. Bicknell redevient plus actif dans les activités du groupe après la sortie du disque. D'un autre côté, l'activité du groupe diminue globalement. En 2017, la démo Esoteric Emotions - The Death of Ignorance est publiée sur Aesthetic Death Records dans une version remasterisée en tant que CD régulier, après que des revendeurs en ligne se soient enrichis grâce à la démo. Meriel Longmore conçoit une nouvelle mise en page en se basant sur le matériel d'accompagnement original. La mise en page est réalisée par Stijn van Cauter.

### Changements (depuis 2011)
En partant de la sortie de l'album Paragon of Dissonance en novembre 2011, huit années se sont écoulées avant la sortie d'un autre nouvel album studio. A Pyrrhic Existence est enregistré d'avril à juin 2019 et sort en novembre de la même année. Chandler explique le long intervalle entre les sorties par l'évolution des conditions de vie des musiciens et les priorités qui y sont liées dans la vie. Il a ainsi évoqué les partenariats, les familles et les obligations professionnelles. Le groupe reste dans la configuration du dernier album et aconserve l'écriture, le travail, les répétitions et l'expérimentation dialoguée et commune. Après la sortie de l'album, le membre fondateur Bicknell et le guitariste Nolan ont quitté Esoteric. D'avril à juin 2021, Chandler remasterise l'album Paragon of Dissonance, qui sort dans sa version remaniée en octobre de la même année pour le dixième anniversaire de l'album. En juin 2022, le groupe fête ses trente ans d'existence en donnant un concert à Londres avec une sélection rétrospective en conséquence des morceaux joués et une représentation du projet Lysergene de Gordon Bicknell en première partie. D'autres concerts internationaux suivent.

## Discographie

### Albums studio
- 1994 : Epistemological Despondency
- 1997 : The Pernicious Enigma
- 1999 : Metamorphogenesis
- 2004 : Subconscious Dissolution into the Continuum
- 2008 : The Maniacal Vale
- 2011 : Paragon of Dissonance
- 2019 : A Pyrrhic Existence

### Démos
- 1993 : Esoteric Emotions - The Death of Ignorance